# Mongay (Lérida)
Mongay (en catalán y oficialmente Montgai) es un municipio español de la provincia de Lérida, situado en el sureste de la comarca de la  Noguera. Incluye el agregado de Butsènit.

## Símbolos
El escudo de Mongay se define con el siguiente blasón:

Escudo embaldosado: de sinople, un monte de sable moviente de la punta cimado de un gallo de oro. Por timbre, una corona mural de pueblo.»

Fue aprobado el 12 de julio de 2006 y publicado en el DOGC el 10 de agosto con el número de DOGC 4695.

## Geografía humana

### Demografía
Cuenta con una población de 637 habitantes (INE 2024).
| Gráfica de evolución demográfica de Mongay entre 1842 y 2021 |
| |
| Población de derecho según los censos de población del INE Población de hecho según los censos de población del INEEntre el censo de 1877 y el anterior, varía el término del municipio porque transfiere 25092 (Floresta) a 25153 (Omellons) y recibe a 255079 (Butsenit) de 25153 (Omellons) En estos censos se denominaba Mongay: 1842, 1857, 1860, 1877, 1887, 1897, 1900, 1910, 1920, 1930, 1940, 1950, 1960, 1970 y 1981 Entre el censo de 1857 y el anterior, crece el término del municipio porque incorpora a 25092 (Floresta) |

| 1900 | 1930 | 1950 | 1970 | 1981 | 1986 |
| ---- | ---- | ---- | ---- | ---- | ---- |
| 1205 | 1520 | 1198 | 1013 | 940  | 908  |

## Economía
Agricultura de secano y de regadío y ganadería.

## Patrimonio
- Castillo de Montgai.
- Iglesia de Santa María, de estilo barroco.

La iglesia de Santa María de Montgai guarda una imagen de Ntra. Madre del Consuelo, donada por Sara Segala Gasull de Cinotti, donada en 2005 con rosario de oro.